# Acrocercops siphonaula
Acrocercops siphonaula is een vlinder van de familie van de mineermotten (Gracillariidae). De wetenschappelijke naam van deze soort is voor het eerst voorgesteld door Edward Meyrick in een publicatie uit 1931.

## Verspreiding
De soort komt voor in Sierra Leone.

## Waardplanten
De rups leeft op Cola sp. (Malvaceae).